# لی جونگ سو
لی جونگ سو (به کره‌ای: 이종수 به انگلیسی: Lee Jong-soo) (زاده ۲۱ اکتبر ۱۹۷۶) هنرپیشه اهل کره جنوبی است.
او به دلیل بازی در مجموعه تلویزیونی امپراتور افسانه‌ها در نقش شاهزاده بویو چان شاهزاده بکجه و همچنین در نقش کیم بوبمین در رؤیای فرمانروای بزرگ یا همان پادشاه مونمو شناخته شده‌است.

## گزیدۀ فیلم‌شناسی

### سریال‌
- یئون گائه سمون (مجموعه تلویزیونی)
- ایسان (مجموعه تلویزیونی)
- امپراطور افسانه‌ها (مجموعه تلویزیونی)
- بانوی مجرد حیله‌گر
- رؤیای فرمانروای بزرگ
- آه گوم‌بی من

## جوایز
- نامزد جایزه فیلم اژدهای آبی برای بهترین بازیگر نقش مکمل مرد برای فیلم لگد زدن به ماه
- برنده بهترین بازیگر مرد جدید در جوایز ناقوس بزرگ برای فیلم لگد زدن